# بیور دم (آریزونا)
بیور دم (به انگلیسی: Beaver Dam) یک منطقهٔ مسکونی در ایالات متحده آمریکا است که در شهرستان موهاوی، آریزونا واقع شده‌است. بیور دم ۲۱٫۸۰ کیلومتر مربع مساحت و ۳٬۹۳۳ نفر جمعیت دارد.